# Agyag

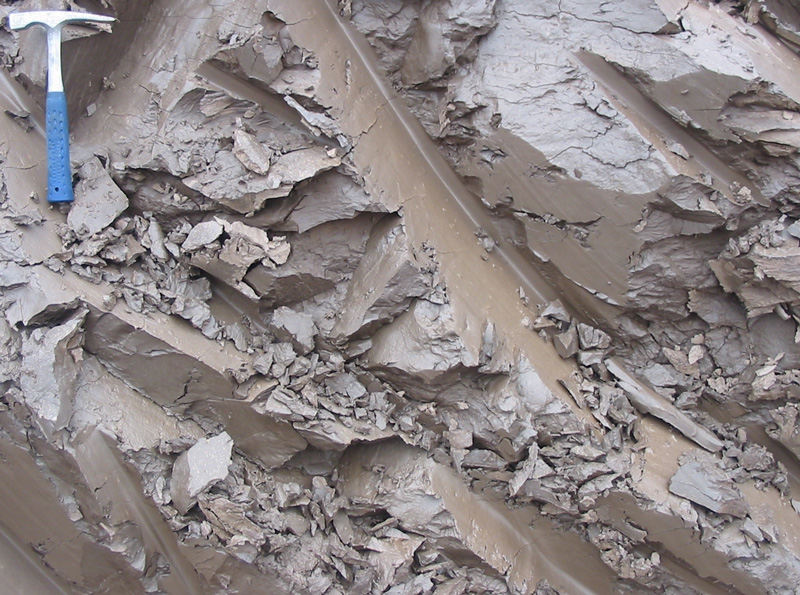
Agyag

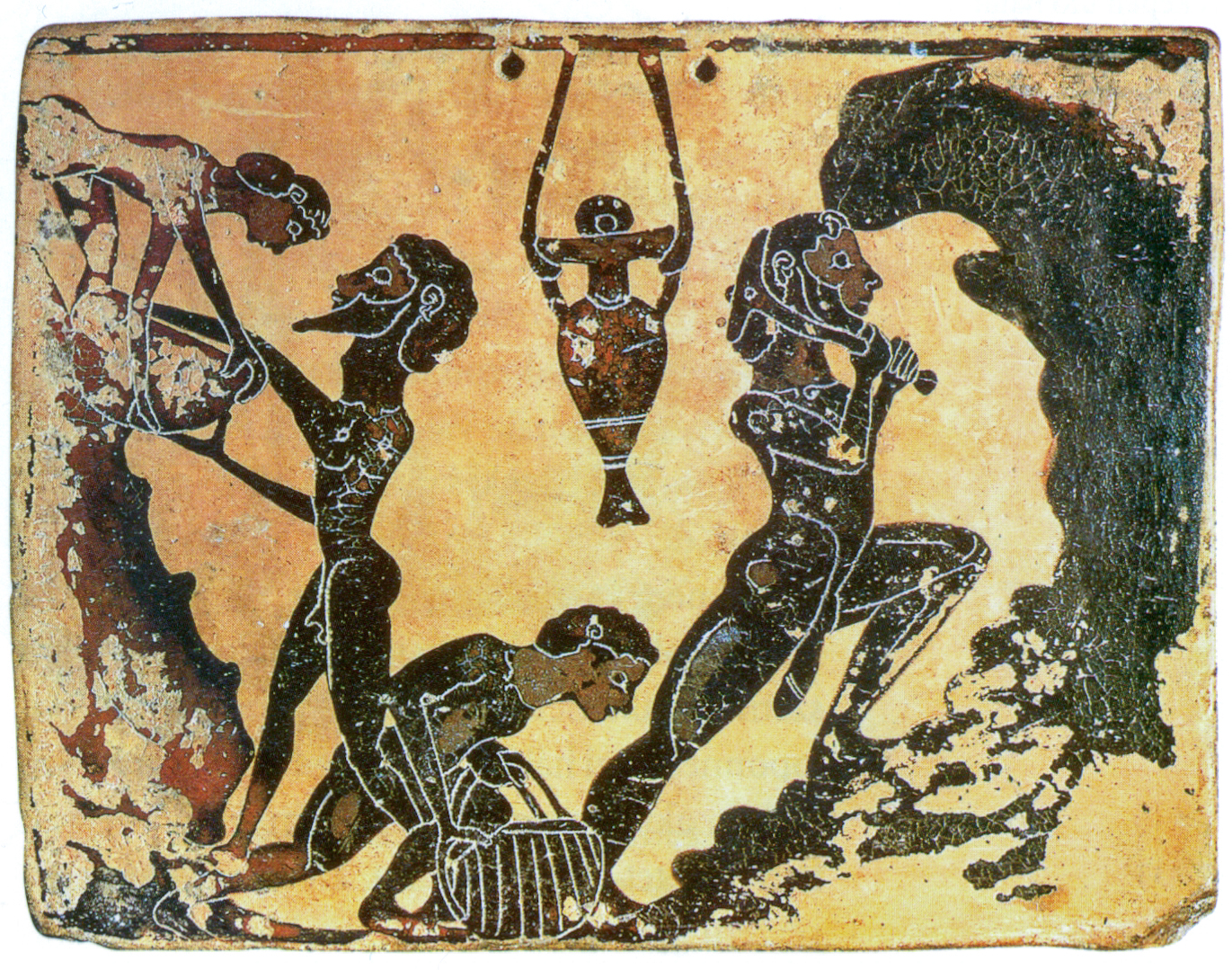
Agyagbányászat egy i.e. 6. századi görög ábrázoláson

Az agyag igen elterjedt üledék, finomszemcsés összetevőkből áll. Azokat az üledékeket sorolják ide, melyek szemcsemérete nem haladja meg a 0,02 mm-t. Egyes államokban ezt a méretet 0,039 mm-ben határozzák meg, mert ez a méret a kolloid tulajdonsággal rendelkező szemcsék felső mérethatára. Az agyagásványokon (kaolinit, montmorillonit, filloszilikátok) kívül tartalmaznak kvarcszemcséket, szerves szennyeződéseket, meszes vagy kovasavas kötőanyagokat. Egyes fajtái (így a bentonit) nagy mennyiségű vizet képesek felvenni a kristályrácsok és a mikronméretű szemcsék közé, melyet molekulárisan, finom kapillárisokban megkötnek. A szemcsemérethatárt azért szabták meg 0,02 mm-ben, mert az így kialakult hézagok bakteriálisan már nem járhatók át. A finomszemcsés tömeg szemcsefelszíne rendkívül nagy, a szemcseeloszlás és a szemcsealak függvényében több m²/gramm mértékű lehet.
A talajmechanikai gyakorlatban talajok szemnagyság szerinti osztályozásakor azonban a 0,002 mm-nél kisebb szemnagyságú talajt nevezzük agyagnak.
Az agyag még egyértelműen üledék, az agyagkövet már üledékes kőzetnek tekinthetjük.

## Az agyag keletkezése
Magmás kőzetek földpátjainak bomlása során alakulnak ki az agyagásványok, melyek mállási helyükön vagy víz által elszállítva, legtöbbször tengeri üledék formájában alakulnak ki. A finom szemcsék leülepedése megtörténhet mocsarakban, tavakban és folyómedrekben is.

## Az agyag tulajdonságai
A meghatározó finomszemcsék tömege molekulárisan képes megkötni a vizet, és azt nehezen adja le. Ennek köszönhetően kiváló vízzáró rétegeket alkot. Termőföldként kötött talajként viselkedik. Térfogat változtató anyag a víztartalom függvényében, ami az építésföldtani tervezésnél bír nagy jelentőséggel. Képlékenysége alapján megkülönböztetnek könnyen sodorható sovány, és nagyobb ellenállású kövér agyagokat. Vízben nem áznak szét, mint a szemcseméretben közel álló iszapok. Vízzáró képességükből adódóan áteresztő képességük rendkívül alacsony. Vízzel összegyúrva jól alakítható, de alaktartó.

### Agyagásványok
A természetes agyag tulajdonságait leginkább az agyagásványok és azok aránya határozza meg. A legfontosabb agyagásványok:
- kaolinit
- nacrit(wd)
- halloysit
- montmorillonit
- beidellit(wd)
- nontronit(wd)
- saponit(wd)
- glaukonit(wd)
- metahalloysit(wd)

A tulajdonságokat meghatározó további tényezők: a mész, gipsz, vas stb. jelenléte.

## Az agyag fajtái és felhasználása

### Finomkerámiai alapanyag
Nagy tisztaságú, főként kaolint tartalmazó egyenletes szemcseméretű, vízzel kezelve könnyen megmunkálható. A kiszáradás során formázott alakját jól megtartja, kiégetve fehér színű, többnyire áttetsző porcelán-alapanyag.
- szigetelőcsiga
- szaniter berendezés, fürdőhelyiség, kórház

### Fazekas alapanyag

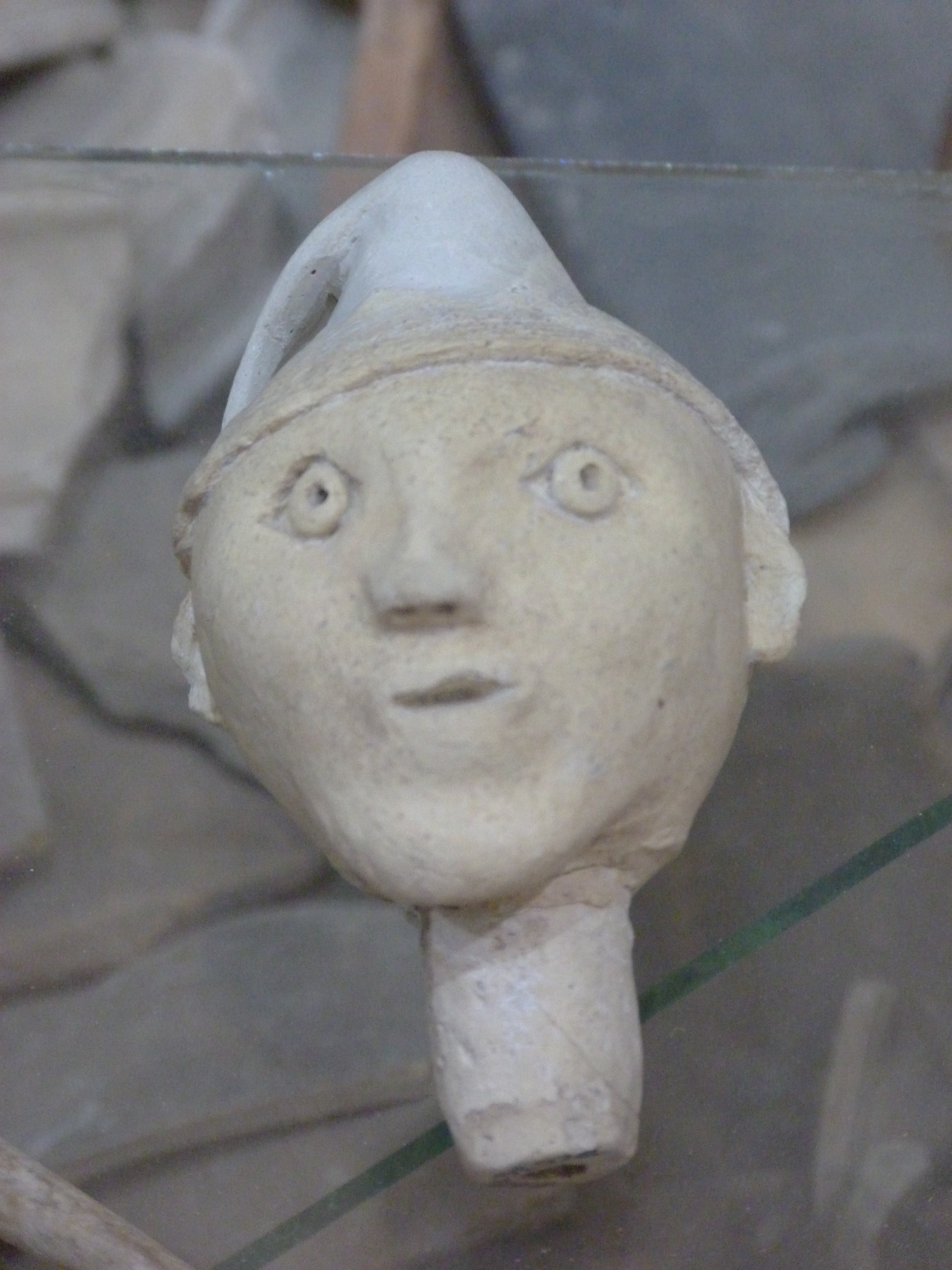
Anjou-kori agyag palackdugó

Szennyezések miatt elszíneződött sárgás, enyhén vöröses, ritkábban szürkés agyagféleség. Alakítható, alaktartó. Kiégetve vöröses árnyalatú, díszíthető kiégetés előtt és után is utánégetéssel. A korai kultúrák különböző tárolóedények készítésére használták. Különböző kerámiák készítésére ma is használják.
A kerámia az athéni Keramaikosz térről kapta nevét, az ottani fazekasok telepéről. 
A magyar fazekasság helyei és egyéb elnevezések:
- gömöri és a révi fazekasság
- Korond
- Mezőtúr
- Badár Balázs kerámiák
- habán kerámia
- terrakotta

### Egy klasszikus szakma: cserépkályha-készítés
A középkorban használati edények készültek ólommázas cserépből. Ezek az egészségre igen károsak voltak. Ezért később csak kályhacsempéket készítettek belőle. A XV. századból szép zöldmázas, néha figurális díszítésű kályhacsempék maradtak fenn. A XVII. században különösen Németországban a nagyméretű, domborműves kályhacsempék terjedtek el. Az empire kortól kezdve a finomabb, könnyedebb formák váltak általánosabbakká

### Téglaés cserépipari alapanyag
Több szennyezőanyagot tartalmaz. Szervesanyag-tartalma miatt sokszor szürkés árnyalatú, de kiégetve vöröses árnyalatúvá válik. Utólagosan mázasítható, festhető. Meszes kötőanyagtartalom esetén kiégetés után is fehéres, sárgás elszíneződésű.

### Építőanyag
Földművek, gátak és védművek építésénél nagyobb szennyezettség is megengedhető. Nagy tömegű alkalmazásban használatos.
Mélyalapozás esetén : cölöpalapozásnál a fúrt cölöp "talajfalának" megtámasztására (a végleges kibetonozásig) "fúróiszap", résfal készítésénél az előzőhöz hasonlóan a rés megtámasztására "résiszap" használják.
(Síkalapozás esetén az agyagtalajra épített egy–két szintes [könnyű] épület érzékeny az altalaj nedvességtartalmának változására.)

### Az útépítés anyaga
A klinkertéglát és a keramittéglát kőben gazdag vidéken is használták, de leginkább kőben szegény helyeken terjedt el. Magas hőmérsékleten kiégetett, kemény, fagyálló burkolat készült járdának, de a közúti forgalom céljára is.
Hátránya, hogy a nagysebességű járművek elterjedésével a keramitburkolat csúszósnak bizonyult. A városokban sebességkorlátozás helyett a burkolatok felbontásával, aszfalt és beton burkolatok építésével számolták fel a balesetveszélyt. Egyes esetekben (a fényesre kopott bazalt anyagú nagy-kockakő vagy kis-kockakő burkolathoz hasonlóan) meghagyták útalapnak, és ráaszfaltoztak (8–20 cm).
A járdák esetében is megszüntették ezeket a burkolatokat, például aszfalttal történő lefedéssel.
Ma már a beton „műkő” (melyet szintén kézi munkával kell lerakni) elterjedésével számítani lehet a keramit és klinker burkolatok reneszánszára is.
Beltéri burkolatoknál – ahol a csúszásmentesség helyett a vegyszerállóság a fontosabb – a jelentőségük nem csökkent.

### Szigetelőagyag
Falazat és egyéb építési szerkezetek mögötti utólagos injektálásra a bentonit-féleségeket alkalmazzák. Kis mennyiségben, beton-adalékanyagként a budapesti metróalagút építésénél is általánosan alkalmazták a cementszemcsék közötti porozitás kitöltésére, a vízzáróság fokozására.

### Ipari felhasználása
Az egynemű, egyenletes tulajdonságú bentonit-jellegű alapanyag használatos. Öntvényformához használt homokkeverékekben is alkalmazzák. Finom őrleményként mélyfúrások iszapöblítésénél használják, ahol fontos az állagmegtartó (tixotróp) tulajdonság, a kenőképesség (súrlódáscsökkentés), a hűtőképesség, a viszkózusság.

### Tűzálló agyag
A samott tartósan magas – 1550 °C feletti – hőmérsékleten is alaktartó; rossz hővezető, így jó hőtároló tulajdonságú.

### Magas szervesanyag-tartalmúak
Az olajpala-féleségek sorolhatók ide, köztük az alginit.

### Humán alkalmazás
Magas kovasav kötőanyagú agyagok, jellemzően hévizes források környezetében hidrotermásan képződő agyagok gyógyhatású iszap és krémpakolásként alkalmazva. (A korai Egyiptomban a Nílus agyaghordalékát, mely kolloid méretű szemcsékben is gazdag, gyógyászati célokra már alkalmazták. Az „iszap” elnevezés a ma használatos alak megkülönböztetés szerint kolloidtartalmú [lebegő finomszemcsés] agyagféleség.)
Bolus adstringens: 
- 150 mg csersavas fehérje
- 150 mg bázisos bizmut-gallát
- 300 mg nehéz kaolin …megkötik a bélben jelenlévő mérgező anyagokat…

### Élelmiszer-kezelésben
A finom szemcseméretből adódó abszorpciós képességet kihasználva folyadékok derítőanyagául bentonit-féleségeket alkalmaznak. (Például a bor „tükrösítésére”) lásd:Alginit

### Papírgyártásban
A finom fehér agyagőrlemények alkalmazása a rostos papírok kitöltőanyagaként.

### Festékgyártás
A természetes színező- és töltőanyagként vörös festékföld, okkersárga-agyag, barnaagyag, budaiföld formájában.

### Talajjavító agyagok
A magas meszes kötőanyag-tartalom esetén homok és vízmegkötő finomszemcséjű fajták alkalmazásával.

### Kozmetikai ipar
Egyedi kristályos szerkezetének és finom szemcséinek köszönhetően elsősorban tisztító és nedvszívó hatása miatt alkalmazzák a kozmetikai iparban. A különböző agyagoknak (kémiai összetétel, kristály szerkezetek) eltérő erősségű tisztító, nedvszívó és egyéb funkciói vannak. Az agyag (pl.: INCI: kaolin) felhasználása, mint kozmetikai alapanyag: mechanikai hámlasztó, nedvszívó, csomósodásgátló, dúsító töltelékanyag, kozmetikai színezék, opálosító. A 3 leggyakoribb agyagásvány a kozmetika iparban: kaolin, illite, montmorillonite. 

## Előfordulása
Az agyagféleségek a föld leggyakoribb felszínközeli kőzet-előfordulásai, egyben a történelem legkorábban bányászott kőzete. Nemesebb formái gyakori Kínában, Japánban, Bulgáriában és Németország területén a kaolinok; az Amerikai Egyesült Államok területén Wyoming államban "Fort Benton"-ban ahonnan a bentonit a nevét kapta.
- Mallorca > majolika
- Faenza > fajansz

## Agyag-előfordulások Magyarországon
Az ország sok területén. Ezeken a helyeken tégla- vagy cserépgyárak települtek (pl. Békéscsaba). Nemesebb agyagfajták előfordulásai: Mád, Komlóska, Szegilong, Istenmezeje, Nagytétény, Solymár, Romhány, Felsőpetény a Velencei-hegység több pontja, Sárisáp.
Felsőpetényi nemesagyag-bánya: A bánya eocén és oligocén korú agyagot, agyagmárgát tartalmaz. 